# Vergt-de-Biron
Vergt-de-Biron är en kommun i departementet Dordogne i regionen Nouvelle-Aquitaine i sydvästra Frankrike. Kommunen ligger i kantonen Monpazier som tillhör arrondissementet Bergerac. År 2022 hade Vergt-de-Biron 188 invånare.

## Befolkningsutveckling
Antalet invånare i kommunen Vergt-de-Biron
Referens:INSEE